# بروس رابرتسون
بروس رابرتسون (انگلیسی: Bruce Robertson؛ زادهٔ ۲۷ آوریل ۱۹۵۳) شناگر اهل کانادا بود.
وی در مسابقات کشوری و بین‌المللی در مجموع برندهٔ ۲ مدال طلا، ۵ مدال نقره، ۴ مدال برنز شده‌است.